# Dumbrava (okręg Arad)
Dumbrava – wieś w Rumunii, w okręgu Arad, w gminie Pleșcuța. W 2011 roku liczyła 52 mieszkańców. 